# アマミヤマシギ

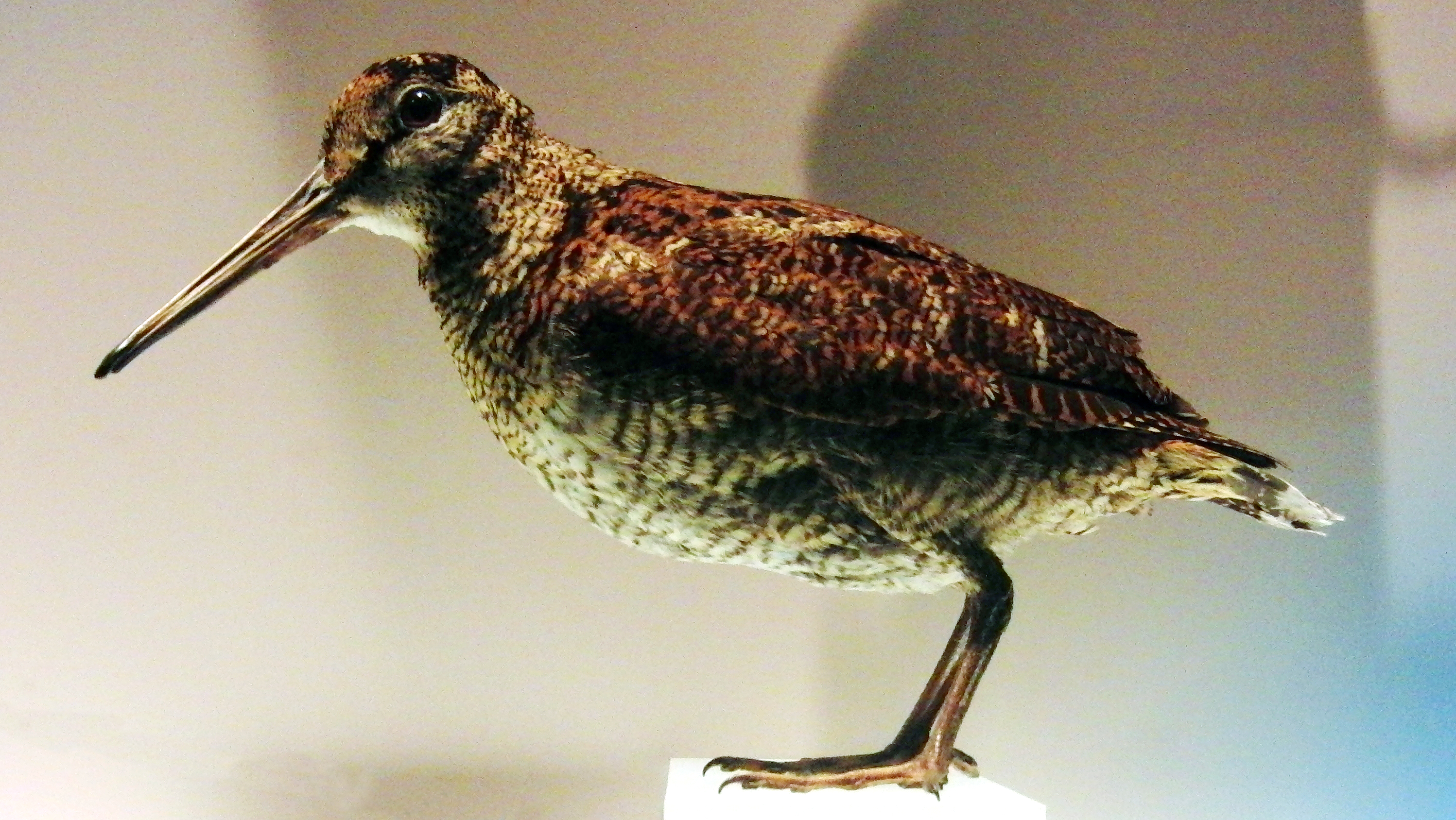
アマミヤマシギの剥製。国立科学博物館の展示

アマミヤマシギ（奄美山鴫、学名：Scolopax mira）は、チドリ目シギ科に分類される鳥類の一種。

## 分布
日本固有種であり、奄美群島及び沖縄諸島に生息している。このうち奄美大島、加計呂麻島、請島、与路島及び徳之島で繁殖が確認されており、喜界島、沖永良部島、沖縄本島、慶良間列島（渡嘉敷島、阿嘉島）及び久米島では生息が確認されているものの繁殖は確認されていない。

## 形態
全長約36cm。体型は他のシギ類と比べてずんぐりとしており、脚は短い。体色は褐色で、羽には黒や灰色の斑紋が、頭頂部には黒い横斑がある。近縁種のヤマシギ Scolopax rusticolaに似るが、嘴の基部が太くて先端が鈍く、脚が長く、全体的に黒みがかっているなどの区別点がある。

## 生態
山地の薄暗い林に生息し、１日中活動するが、朝夕の薄暗い時間帯に活発である（鳥飼 2018）。餌はミミズ等の土壌生物。繁殖は2月ごろから始まる。地上に皿状の巣を営巣し、3-5月初旬頃に2-4個の卵を産卵、5月には育雛が見られる。繁殖期には「ヴィ、ヴィ」という鳴き声をする。
奄美群島では繁殖期よりも冬季の個体数が減少することや沖縄諸島では繁殖が確認されていないことから、奄美群島に生息する個体が南方に移動していると考えられている。
日本鳥類保護連盟とNPO法人奄美野鳥の会による2021年からの3年計画の調査で、沖縄本島北部から奄美大島まで渡りを行っていることが初確認された。

## 人間との関係
奄美方言では「シーギャ」、沖縄方言では「ヤマシジャー」と呼ばれている。
外来種であるフイリマングースやノネコによる捕食や生息地である森林の開発、林道での交通事故などの影響を受けている。

## 保全状態評価
- VULNERABLE (IUCN Red List Ver. 3.1 (2001))
- 絶滅危惧II類 (VU)（環境省レッドリスト）

- 国内希少野生動植物種 - 絶滅のおそれのある野生動植物の種の保存に関する法律（種の保存法）
- 沖縄県指定天然記念物
- 鹿児島県版レッドデータブック - 絶滅危惧I類
- 沖縄県版レッドデータブック - 絶滅危惧IB類

また、本種の主な生息地である湯湾岳は国の天然記念物（天然保護区域：神屋・湯湾岳）及び国指定湯湾岳鳥獣保護区に指定されている。